# Hong Kong Commercial Daily

Logo

Hong Kong Commercial Daily is een traditioneel Chineestalige krant in Hongkong. Deze krant is Chinees-nationalistisch en geeft zijn aandacht vooral aan economische zaken. Het is de enige Hongkongse krant die ook op het vasteland van China wordt verkocht, omdat de sectie 'Chinees nieuws' nieuws bevat dat door de Chinese staat legaal is verklaard.
In Hongkong is niet veel vraag naar de krant, de meeste exemplaren worden verkocht in de Chinese provincie Guangdong en de Regio Macau.

## Geschiedenis
De Hong Kong Commercial Daily werd voor het eerst uitgegeven op 11 oktober 1952.

## Inhoud van de krant
De belangrijkste onderdelen van de ongeveer dertig bladzijden tellende krant zijn:

### Nieuws
- Hoogtepunten uit het nieuws
- Chinees nieuws
- Hongkongs nieuws
- Wereldnieuws

### Zaken
- De beurs van China
- Analyses van de olieprijzen en beurzen van Hong Kong, China en de wereld
- Publieke bekendmakingen en dergelijke van bedrijven uit Hon Kong en China

### Eigendom
- Analyses van financiële zaken in Hong Kong en China
- Laatste ontwikkeling van de Chinese provincies

### Speciale dingen
- Interviews met succesvolle en beroemde zakenlieden uit Hong Kong en China

### Sport
- Paardenrennen
- Voetbal

### Vrije tijd
- Voedsel en restaurants
- Reizen in China
- Literatuur

### Technologie
- Een speciale uitgave die elke week verschijnt is I.T.Net; deze wordt elke woensdag gepubliceerd.